# Falla Borrull-Socors
La Falla Borrull-Socors (Falla 21) és una comissió fallera. Ha plantat cadafal des de l'any 1921. Des de 2015 celebra un festival amb música en viu, art urbà i activitats infantils. Forma part de la Federació de Falles I+E.

## Historia de la comissió fallera

### El context geogràfic i faller
El barri del Botànic pertany al districte d’Extramurs. El carrer de Quart extramurs era el camí d’entrada i eixida de la ciutat, i el primer en tindre edificis. Edificis destacats del barri estaven el desaparegut convent del Socors, construït per a frares agustins en 1501; l’antic convent de Sant Sebastià, construït en 1533 i reconvertit en església parroquial de Sant Sebastià i Sant Miquel; el Jardí Botànic, promogut per la Universitat de València en 1802 amb projecte de Cristóbal Sales.
Els carrers del barri començaren a omplir-se d’edificis en la segona meitat del segle XIX, prenent com a base l’eix del carrer de Quart. En el segle XVIII apareix el carrer de la Verónica -denominat de Lepant a partir de 1877-, i en la segona meitat del XIX el carrer de Borrull -aprovat per l’Ajuntament en desembre de 1881- per anar omplint el barri. El carrer del Socors és posterior -l’Ajuntament canvià el nom a Doctor Peset Cervera en juny de 1960.
En l’any 1921 arribà a 30 falles, participant totes encara en una sola secció. I a partir de 1922, la corba de creixement augmentarà de manera considerable, tant per la construcció d’edificis als nous carrers i places, com la creació del Comité Central Faller per a fomentar la festa. En este context, es crearan noves comissions falleres en tots els encreuaments del carrer de Borrull: amb Túria en 1922, amb Doctor Montserrat en 1927, amb la Gran Via en 1935 i amb Botànic en 1935. I també en el paral·lel de Socors amb Lepant un intent de comissió femenina en 1937 que va ser tallat per la contesa militar.

### Etapes de la trajectòria de la comissió Borrull Socors.
En este context, els veïns dels carrers Borrull i Socors decidixen plantar una falla en l’any 1921. Com totes les comissions falleres de certa antiguitat, tenen diferents etapes. En este cas, podríem dividir la trajectòria de la comissió en quatre etapes. Una primera entre 1921 i 1930, on plantà cinc falles en dos blocs, entre els anys 1921 i 1923, i els anys 1929 i 1930. Una segona etapa entre 1942 i 1967, arran del tall provocat per la guerra civil i la posterior creació de la Junta Central Fallera i la reformulació municipal de la festa, amb la plantà ininterrompuda de falles des de 1949. Una tercera entre 1968 i 2007, marcada pel canvi del nom del carrer de Socors a Doctor Peset Cervera i la creació de la comissió infantil a l’any següent. I el quart entre 2008 i l’actualitat, amb un canvi de concepció dels projectes, tant de la falla, com de la comissió de manera transversal, que giren entorn a l’argument de la falla, amb un clar acostament als problemes socials, econòmics i mediambientals.

## Lemes i monuments

### Lemes de falles
2024 Que si vols arròs, Catalina (infantil i gran) (llibret) En la gola del llop
2023 1,5°C. i augmentant (infantil i gran)
(llibret) 1,5°C. i augmentant
2022 L'in100di, jugant amb Joc 
(llibret) Jugant amb foc. Mistos de Fusta
2020/2021
Jesuis100sible (gran) / #Jesuis100sible #Con100im (infantil)
(llibret) #Jesuis100sible 
(llibret Centenari: MCMXXI al MMXX; 100 anys d’història)
2019 bab100s #pre100s #inNO100s (infantil i gran)
(Llibret) Dos llibrets en u
2018 a#100ir a#100ART, a pensar!! (gran) / a#100ir, a#100ART, a jugar (infantil) 
(Llibret: IKÈhihA?)
2017 Sense #100iments
(llibret) Un llibret sense #100iments
2016 100iments #SOStenibles
2015 Parsifal
2014 Sigfrido (gran) / Sigfrido's Camp (infantil)
2013 Valquiria (gran) / Les Valquiries (infantil)
2012 Trenquem la vidriola. L'or del Rhin (gran) / Plenem la vidriola.TBO (infantil)
2011 Fomentant l'esport (gran) / La falla que no va poder plkantar-se a la falla de l'Ajuntament (infantil)
2010 Res és el que pareix
2009 12 mesos, 5 causes
2008 Excessos fallers

## Preservació i promoció de les tradicions falleres des d’una perspectiva innovadora.
Les Falles eren una festa popular i veïnal de carrer de la ciutat de València que possiblement té el seu origen en la segona meitat del segle xvii. Als inicis del segle xx, les falles es plantaven el 18 i es cremaven el 19. En estos dos dies, es distribuïa el programa de festejos de les comissions falleres. La falla, arran de la concessió dels premis, s'amplià en volum, apareixent un remat i ninots encara vestits i cares de cera en diferents escenes. Havia nascut la falla artística, i les comissions començaren a contractar la seua realització a artistes, que posteriorment han passat a la història de la festa, com Enric Guillot, Regino Mas, Carmelo Vicent, Amadeo Desfilis, Carlos Cortina o Tadeo Villalba.
Va ser aquest l’argument per començar al 2017, a fer un canvi realment visible en la historia de les falles de València.

## Ubicació de la falla. Impacte social i cultural de la comissió fallera “Falla Borrull Socoros” en la comunitat local.

### La solidaritat feta falla
2009 s'aprofundí en el tema de la solidaritat, el qual va donar sentit a tot l’any baix el lema “12 mesos, 5 causes”. Una de les primeres accions que es portaren a terme va ser la convocatòria, junt a la Fundació Divina Pastora, de la I edició del concurs de fotografia “Nou Botànic”, on tota la recaptació econòmica per la venda de les fotografies va estar destinada a ajudar a l’ONG PayaSOSpital.
En juny es va fer la setmana cultura solidària, cultural i sostenible amb xarrades sobre falles sostenibles, exhibició d’esports per a minusvàlids o una exposició d’instruments tradicionals.
També participarem en els premis de la solidaritat, organitzant accions al llarg d’este període amb col·lectius necessitats, com ara enregistrar un CD musical per traure diners per la fundació MIRA’M de xiquets autistes o el torneig de bàsquet de Nadal, al pavelló de la font de Sant Lluis amb la presència tres anys consecutius de la màxima representant de la festa, les Falleres Majors de València i destinat a AIXEC, entitat que treballava
en pro dels malalts amb paralisi cerebral. Fruit d’estes col·laboracions van contactar amb la resta de falles que feien solidaritat i creàrem el grup Units x a Molts.
Tant va arrelar el fet d’ajudar, que en l’any 2010 torna a ser l’eix principal de l’exercici la solidaritat, baix el lema “Res és el que pareix”, intentant demostrar als veïns
que les falles són més que festa i diversió.

### La concienciació social
Va ser al 2017, baix la presidència de la primera dona, Pepa Gómez, la falla que ens va tocar la fibra i ens va situar com una falla compromessa i crítica. Degut a l’èxit de públic i les diferents aportacions mediatiques de la comissió ens atreviren a denuciar la propia societat, que percep les notícies més inhumanes a cada telediari i continua sopant com si no passarà res. Va ser el cas de Sense 100iments, dues falles projectades a partir del xiquet siri refugiat que van trobar a una platja de Túrquia i, la seua foto va dornar la volta al món (la mort d’Aylan Kurdi al 2015). En la infantil férem una barca on conscienciàvem als xiquets i a les xiquetes de la realitat de les persones refugiades.
La falla gran va ser un laberint començant en una tele amb la imatge d’Aylan i després de molts entrebancs pels que havien de passar els visitants eixiem per l’escena de l’accident del metro a València i la denúncia dels seus zero responsables.

## Activitats i events anuals organitzats.

### Premis Manolo Latorre
Premis atorgats des de 2016.

#### Històric dels Premis Latorre
2016
Premi Latorre honorífic:
- Manolo Latorre
- Carlos Galiana
- Pere Fuset
- Paco Lledó
- Fèlix Crespo
- Enrique Real

2017
Premi Latorre a la Trajectòria fallera:
- Paco Llago

Premi Latorre a la contribució a la Cultura Valenciana:
- Reyes Martí (pirotècnica)

Homenatge pòstum a la família de Paco Carsí

2018
Premi Latorre a la Trajectòria fallera:
- Pepe García Bosch

Premi Latorre a la contribució a la Cultura Valenciana:
- Amparo Gómez (indumentarista)

2019
Premi Latorre a la Trajectòria fallera:
- Inma Guerrero

Premi Latorre a la contribució a la Cultura Valenciana:
- Rafa Vizcaino (músic)

2020
Premi Latorre a la Trajectòria fallera:
- Olegario Sales

- María Vanacloy

Premi Latorre a la contribució a la Cultura Valenciana:
- Juane Cortell (artista faller)

2022
Premi Latorre a la Trajectòria fallera:
- Vicente Fayos

Premi Latorre a la contribució a la Cultura Valenciana:
- Flors Lliso (floristes)

Homenatge pòstum a la família de Pere Maroto